# إيفان ترويان
إيفان ترويان (بالتشيكية: Ivan Trojan) (مواليد 30 يونيو 1964) هو ممثل تشيكي، يُعدّ على نطاق واسع أحد أعظم الممثلين التشيكيين في كل العصور. حصل على أربعة أسود تشيكية لأفضل ممثل في دور رئيسي، وفاز أيضًا باثنين عن أدواره الداعمة في "Seducer" و"One Hand Can't Clap"، مما جعله الممثل الأكثر حيازة للجوائز في جوائز الأسد التشيكية.

## أعماله

### الأفلام
- 2000 – Četnické humoresky
- 2000 – Loners
- 2002 – The Brats حاصل على جائزة الأسد التشيكية
- 2002 – Seducer
- 2003 – Želary
- 2003 – One Hand Can't Clap حاصل على جائزة الأسد التشيكية
- 2005 – Wrong Side Up
- 2005 – Angel of the Lord  [لغات أخرى]‏
- 2007 – Medvídek بدور (إيفان)
- 2007 – Václav (Václav Vingl)
- 2008 – The Karamazovs  [لغات أخرى]‏ بدور (الأب)
- 2011 ــ ألويس نيبيل بدور مدير السكك الحديديّة
- 2012 – In the Shadow  [لغات أخرى]‏
- 2012 – Burning Bush  [لغات أخرى]‏
- 2016 – Angel of the Lord 2
- 2020 – Charlatan